# Barco hospital Gil Eannes
Gil Eannes fue un barco hospital portugués construido en 1955 en los Astilleros de Viana do Castelo. Actualmente se encuentra anclado en el puerto de Viana do Castelo con la función de museo y albergue juvenil.

## Historia
En el siglo XX hubo dos navíos de bandera portuguesa con la designación de Gil Eannes y la función de barco hospital, ambos dedicados al apoyo de las actividades de pesca del bacalao, en las aguas de Terranova y en Groenlandia. Su trabajo consistía en dar apoyo médico a los barcos pesqueros que permanecían varios meses aislados en aquellas aguas.
El primer barco al que se le puso este nombre fue el Lahneck, un navío del Imperio Alemán incautado durante la participación de  Portugal en la Primera Guerra Mundial (1916). Entonces fue transformado en corbeta auxiliar de la Marina Portuguesa. Posteriormente, en 1927 zarpó por primera vez para Terranova, después de haber sido adaptado como barco hospital en astilleros de los Países Bajos.

### Nuevo Gil de Eannes
En 1955 fue sustituido por una nueva embarcación, homónima, construida desde cero en los Astilleros Navales de Viana do Castelo (ANVC). A lo largo de su existencia, sirvió aún como buque insignia, barco correo, remolcador y rompehielos, asegurando el abastecimiento de material de mantimento, redes, material de pesca, combustible, agua y cebos a los barcos de pesca del bacalao. Llegó, incluso, a repatriar a portugueses retornados de Angola desde Luanda en el proceso de descolonización de 1975.
Después de 1963, el barco  pasó a realizar viajes de comercio como navío frigorífico y de pasajeros entre las campañas de pesca, habiendo efectuado su último viaje a Terranova en 1973, año en el que también realizó un viaje diplomático a Brasil con el entonces recién nombrado embajador de Portugal en Brasilia José Hermano Saraiva.
Tras estos últimos viajes quedó el navío sin funciones, por lo que se mantuvo atracado en el puerto de Lisboa hasta ser vendido como desguace para chatarra en 1977.
Poco tiempo antes de la fecha de su desguace, el historiador José Hermano Saraiva hizo una apelación en un programa de televisión en la que  solicitaba el rescate del barco. La comunidad vianense se movilizó para su recuperación, desarrollando un proyecto que rehabilitaba el buque como museo para ser expuesto en el puerto de Viana como tributo al pasado marítimo de la ciudad, convirtiéndolo en una de sus atracciones turísticas.

### Barco museo
En 1998, el barco se restituyó a su estado original en los astilleros de Viana do Castelo, con el apoyo popular y de varias instituciones y empresas, creándose ex profeso la  "Fundación Gil Eannes", actual gestora del museo.  En 2008 sirvió como plató cinematográfico, con el patrocinio del ayuntamiento de la ciudad.
En la visita a la embarcación  destacan el puente de mando,  la cocina,  la panadería, la sala de máquinas, talleres, la consulta médica, las salas de tratamientos, el gabinete de radiología, el quirófano, laboratorio, además de los diversos camarotes y las salas de exposiciones temporales.
La embarcación cuenta con una sala de reuniones (antigua sala de almuerzo de los oficiales), tienda de recuerdos, bar/terraza y un albergue juvenil con 60 camas, situado en las antiguas enfermerías y camarotes.

### Centro de Mar de Viana
En noviembre de 2014, el navío abrió como Centro de Mar.
La creación del nuevo espacio representó una inversión de 550 mil euros financiado por el Programa Operacional Regional del Norte (ON2) 2007-2013, en el ámbito del Cuadro de Referencia Estratégico Nacional (QREN).
El proyecto del Centro de Mar nació en 2008 en el seno de la extinta Valimar, asociación de municipios del Valle de Lima, pasando para la Comunidad Intermunicipal (CIM) del Alto Minho.
La transformación del navío en Centro de Mar contó con la colaboración de extrabajadores de los astilleros de Viana, donde la embarcación fue construida en 1955.
El nuevo espacio está dotado, entre otros recursos, de equipamientos multimedia, áreas de apoyo a los emprendedores, economía marítima y diversos equipamientos audiovisuales interactivos.
El barco cuenta, además, con un recorrido museológico e interpretativo sobre la cultura marítima de Viana do Castelo y con un Centro de Documentación Marítima.